# ساعة كاتدرائية ويلس

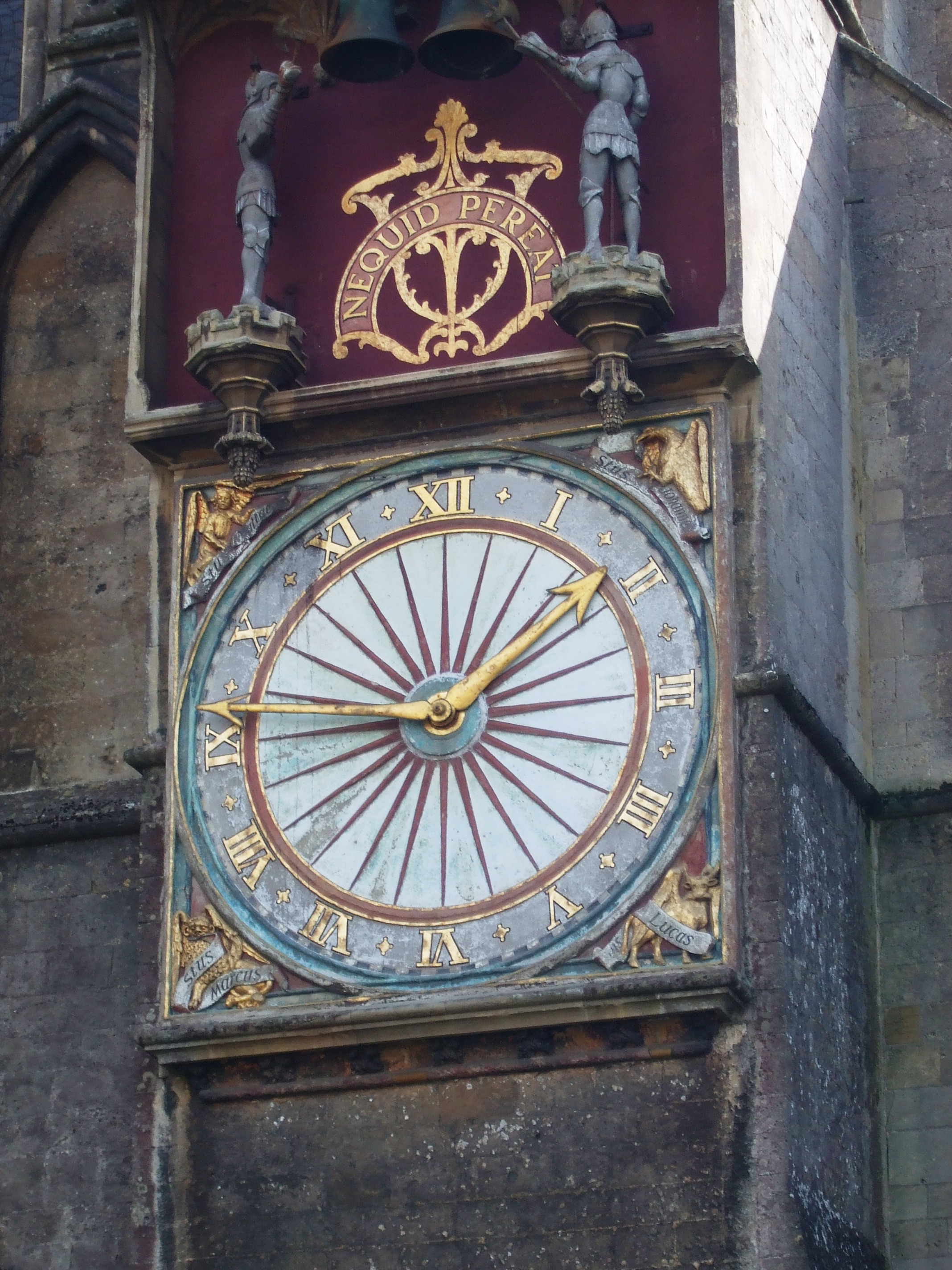
ساعة كاتدرائية ويلس.

ساعة كاتدرائية ويلس هي ساعة فلكية في الجناح الشمالي لكاتدرائية ويلس في إنجلترا. هذه الساعة هي إحدى ساعات مجموعة السّاعات الفلكية الشهيرة التي انتشرت في غرب إنجلترا بين القرنين الرابع عشر والسّادس عشر الميلاديين. في القرن التاسع عشر الميلادي، استبدلت قطع قلب السّاعة التي تعود للفترة بين عامي 1386-1392، ونقلت القطع القديمة إلى متحف العلوم في لندن، وتم تشغيل القطع القديمة في المتحف. 
صنع قرص السّاعة على هيئة نموذج مركز الأرض، والذي تدور فيه الشمس والقمر حول الأرض الثابتة، وهو ما تمثل نموذج فلسفي لعصر ما قبل كون كوبرنيكس.